# Siegmar Wätzlich

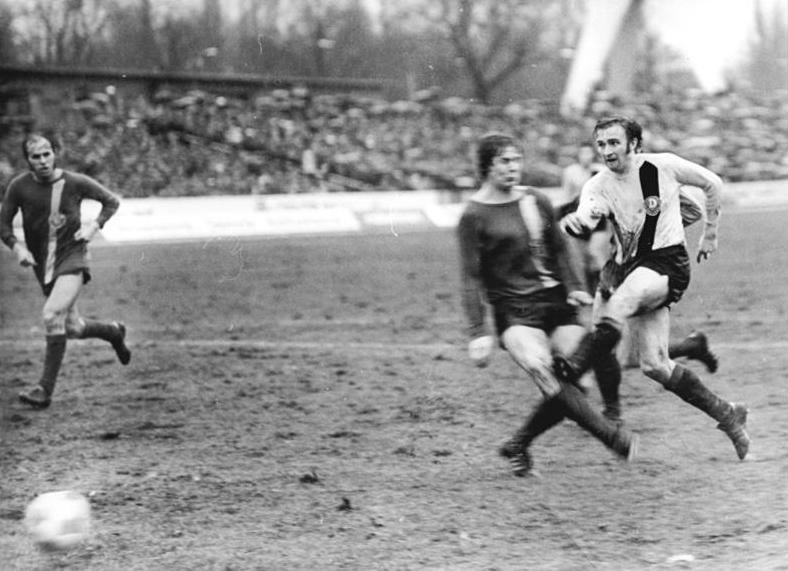
Wätzlich (r.) als Torschütze gegen Hansa Rostock

Siegmar Wätzlich (* 16. November 1947 in Rammenau, Landkreis Bautzen, Sachsen; † 18. April 2019) war ein deutscher Fußballspieler. Der Abwehrspieler von Dynamo Dresden lief in 24 Länderspielen für die DDR-Nationalmannschaft auf. Er gewann bei den Olympischen Spielen 1972 mit der Olympiaauswahl die Bronzemedaille und nahm mit der A-Nationalelf an der Fußball-Weltmeisterschaft 1974 teil.

## Fußball-Laufbahn

### Oberligaspieler
Wätzlich stammte aus einer Fleischerfamilie und erlernte ebenfalls diesen Beruf. Er begann in Rammenau unter Übungsleiter Gerhard Roker mit dem Fußball und blieb der örtlichen SG Rammenau auch nach seiner Delegierung zu Dynamo Dresden verbunden. Bereits ab 1967 wirkte er dort ehrenamtlich als Übungsleiter.
„Wätzer“ kam 1965 zu Dynamo Dresden und bestritt dort zwischen 1967 und 1975, in der Regel als Linksverteidiger, 139 Punktspiele in der Oberliga, der höchsten Spielklasse des DDR-Fußballs. Dabei schoss er zehn Tore. Immer wieder auftretende Verletzungen verhinderten eine bessere Einsatzbilanz. Mit knapp 19 Jahren wurde er zur Saison 1967/68 erstmals in das Aufgebot der Oberligamannschaft aufgenommen. Er sollte den langzeitverletzten Steffen Engelmohr ersetzen und wurde vom ersten Oberligaspieltag an eingesetzt. Zunächst als Innenverteidiger spielend, eroberte er sich sofort einen Stammplatz und absolvierte sämtliche 26 Spiele der Saison. Am Saisonende musste Dynamo aus der Oberliga absteigen und Wätzlich verbrachte ein Jahr in der Zweitklassigkeit. Verletzungsbedingt konnte er nur mit 17 Einsätzen zum sofortigen Wiederaufstieg beitragen. In der neuen Oberligasaison 1969/70 kam er erst vom 10. Spieltag an wieder zum Einsatz, war danach aber ständiger Linksverteidiger im Team. 1970/71 wurde für Dynamo Dresden zur Erfolgssaison mit dem Gewinn der Meisterschaft und des DDR-Fußballpokals. Wätzlich war jedoch an der Meisterschaft nur mit sechs Spielen beteiligt und spielte im Finale am 2. Juni 1971 beim 2:1-Sieg über den BFC Dynamo nur 14 Minuten in der Verlängerungszeit. In den folgenden Spielzeiten blieb er von schwerwiegenden Verletzungen verschont und war eine feste Größe auf der linken Abwehrseite. 1973 gewann er seine zweite Meisterschaft, zu der er mit 20 Punktspieleinsätzen beigetragen hatte. Seine letzte Oberligasaison absolvierte er 1975/76. In der Hinrunde konnte er noch zehn Punktspiele als Linksverteidiger bestreiten, dann zwang ihn ein Meniskusschaden zur Beendigung seiner sportlichen Laufbahn. Sein letztes Oberligaspiel fand am 20. Dezember 1975 mit der Begegnung 1. FC Lok Leipzig – Dynamo Dresden (0:2) statt. Da Dynamo zum Saisonende erneut die Meisterschaft gewann, krönte dies Wätzlichs Karriere mit dem dritten Meistertitel.

### Internationale Einsätze
Aufgrund der sehr guten Platzierungen in der Oberliga bestritt Dynamo Dresden während Wätzlichs aktiver Zeit 26 Spiele in den verschiedenen Europapokalwettbewerben. Sein erstes von 17 Europapokalspielen absolvierte Wätzlich am 20. September 1967 im Messepokalspiel Dynamo Dresden gegen Glasgow Rangers (1:1). Zu den Höhepunkten seiner Europapokallaufbahn gehören das Viertelfinalspiel im UEFA-Cup am 21. März 1973 in Dresden gegen den FC Liverpool (0:1) sowie die beiden Spiele gegen Bayern München im Meisterpokal 1973/74 – mit seinem einzigen EC-Tor beim 3:3 im Rückspiel.
Während seiner soliden Oberligasaison 1971/72 wurde Wätzlich in den Kader der DDR-Nationalelf berufen, die sich parallel als Olympiamannschaft auf das olympische Endrundenturnier 1972 in München vorbereitete. Er bestritt die ersten drei Spiele des Turniers, wobei die Begegnung DDR gegen Ghana (4:0) am 28. August 1972 in der bayerischen Landeshauptstadt (4:0) zu seinem ersten A-Länderspiel wurde. Die DDR schloss das Turnier mit dem Gewinn der Bronzemedaille ab. Obwohl Wätzlich nur beim ersten Qualifikationsspiel für die Weltmeisterschaft 1974, ebenfalls in der Bundesrepublik ausgetragen, mitgewirkt hatte (DDR – Finnland 5:0) wurde er auch für die erste und einzige WM-Endrundenteilnahme einer DDR-Mannschaft nominiert. Er bestritt alle drei Spiele der 1. Finalrunde und das erste Spiel der 2. Finalrunde gegen Brasilien. Danach verletzte er sich und musste nach Hause fliegen. Zuvor war er beim legendären 1:0-Sieg der DDR über die Bundesrepublik mit von der Partie gewesen. Wätzlich gehörte bis zum Ende seiner Fußballkarriere 1975 zum Nationalmannschaftskader. Sein 24. und letztes Länderspiel bestritt er bei der 1:2-Niederlage in Reykjavík beim Europameisterschafts-Qualifikationsspiel gegen Island. Auch in der Nationalmannschaft hatte Wätzlich auf seiner Stammposition des linken Verteidigers gespielt.

### Erfolge
- DDR-Meister 1971, 1973, 1976
- DDR-Pokalsieger 1971
- Bronzemedaille bei den Olympischen Spielen 1972
- Teilnahme an der Fußball-Weltmeisterschaft 1974

## Nach dem aktiven Fußballsport
1977 übernahm Wätzlich zusammen mit seiner Ehefrau Ingrid, die er 1973 geheiratet und mit der er zwei Kinder hatte, in seinem Heimatort Rammenau die Gaststätte seiner Eltern. Anfang der 1990er-Jahre erkrankte er an der Leber und den Nieren und musste fünf Jahre zur Dialyse. 1998 musste er sich in der Jenaer Uniklinik einer zweifachen Organtransplantation unterziehen. Nach seiner Genesung trainierte er viele Jahre die Kreisoberligaelf des örtlichen SV 1910 Edelweiß Rammenau. Nach kurzer, schwerer Krankheit verstarb er 71-jährig am Gründonnerstag 2019.